# 도쓰카 데쓰야
도쓰카 데쓰야(일본어: 戸塚 哲也, 1961년 4월 24일 ~ )는 일본의 전 축구 선수 및 지도자로 선수 시절 포지션은 미드필더였다.

## 선수 시절

### 클럽
1961년 4월 24일 일본 도쿄도 출생으로 1979년 요미우리(베르디 가와사키) 입단을 통해 프로에 입문한 뒤 1994년 가시와 레이솔로 임대 이적하여 17경기를 소화한 것을 제외하고는 거의 선수 생활 대부분을 도쿄 베르디에서만 보냈고 1995년 은퇴할 때까지 18년동안 프로 통산 256경기 68골을 기록하며 일본 사커 리그 5회 우승 및 3회 준우승, J1리그 2회 우승 및 1회 준우승, 일왕배 3회 우승 및 3회 준우승, JSL컵 3회 우승, J리그컵 3연속 우승에 큰 공을 세웠다.

### 국가대표팀
1980년 12월 22일 싱가포르와의 1982년 FIFA 월드컵 아시아·오세아니아 지역 예선 1라운드 4조 그룹 결정전에서 국제 A매치 데뷔전을 치렀고 이후 1982년 아시안 게임과 1986년 FIFA 월드컵 아시아 지역 예선에도 출전하였으며 1985년 A매치 18경기 3골의 기록을 남기고 국가대표팀 유니폼을 반납했다.

## 은퇴 이후
은퇴 후 11년이 지난 2006년 일본 지역 리그 소속팀인 FC 기후의 감독으로 취임하여 일본 풋볼 리그 승격을 이끌었으나 2007년 6월 FC 기후 감독직에서 경질되었고 같은 해 9월 MIO 비와코 시가의 감독으로 자리를 옮겨 역시 이 팀을 일본 풋볼 리그 승격으로 이끌었다. 그리고 2008년 FC 마치다 젤비아의 감독을 맡아 또 한번 풋볼 리그 승격을 이끌었고 2011년 같은 지역 리그팀인 SC 사가미하라 감독을 맡았으나 그 해 5월 경질되었다.

## 통계
| 일본 | 일본 | 일본 |
| 연도 | 출전 | 득점 |
| ---- | ---- | ---- |
| 1980 | 4    | 0    |
| 1981 | 8    | 0    |
| 1982 | 4    | 3    |
| 1983 | 0    | 0    |
| 1984 | 0    | 0    |
| 1985 | 2    | 0    |
| 통산 | 18   | 3    |